# 8724 Junkoehara
8724 Junkoehara (tên chỉ định: 1996 SK8) là một tiểu hành tinh vành đai chính. Nó được phát hiện bởi Satoru Otomo ở Takane, Yamanashi, Nhật Bản, ngày 17 tháng 9 năm 1996. Nó được đặt theo tên Junko Ehara, a Japanese cellist.